# Karl Jiszda
Karl Jiszda (21 luglio 1899 – novembre 1963) è stato un calciatore austriaco, di ruolo attaccante.

## Carriera

### Club
Ha giocato per circa quindici anni nel Floridsdorfer, a parte una breve parentesi negli Stati Uniti d'America.

### Nazionale
Esordisce il 31 luglio 1921 contro la Finlandia (2-3).

### Allenatore
Dopo essersi ritirato dall'attività di giocatore, intraprende quella di manager. Al suo primo anno in panchina, con i polacchi del Garbarnia Cracovia, vince il campionato polacco 1931 con un punto di vantaggio su Wisła Cracovia, Legia Varsavia e Pogoń Lwów, ottenendo il primo titolo nella storia del club.
Nel 1937 diviene CT della Lituania. Nel 1945 è eletto presidente del club austriaco Floridsdorfer, che ha anche allenato negli anni trenta.

## Palmarès

### Giocatore
- Campionato austriaco: 1

Floridsdorfer: 1917-1918

### Allenatore
- Campionato polacco: 1

Garbarnia Cracovia: 1931